# Pintor BMN

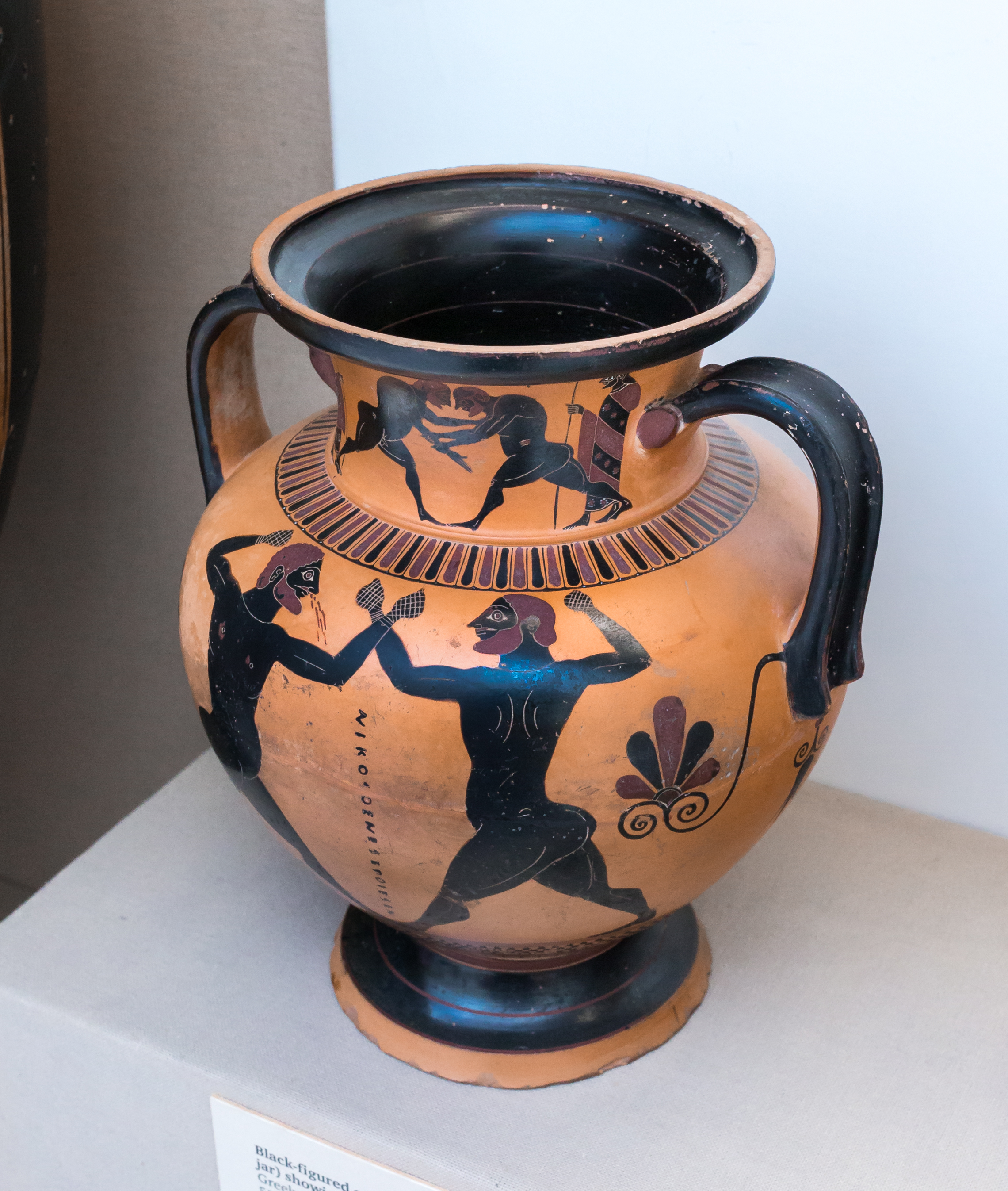
Ánfora de cuello ática cerámica de figuras negras que representa a boxeadores; alfarero: Nicóstenes; pintor: Pintor BMN, c. 550-540 a. C., Museo Británico B 295, Londres.

Pintor BMN es el nombre convenido dado del pintor de vasos áticos de figuras negras, activo entre el 540 a. C. y el 530 a. C., que pintó el ánfora del Museo Británico B 295. El nombre (abreviatura BMN = British Museum Nikosthenes) le fue dado por el experto en arte británico John Beazley. La letra N es la abreviatura de Nicóstenes cuya firma está en el vaso como alfarero, y que el Pintor BMN decoró. Es una pequeña ánfora de cuello que muestra cuatro escenas de lucha en un gimnasio usando la técnica de las figuras negras. La firma que figura en el ánfora es ΝΙΚΟΣΘΕΝΕΣ ΕΠΟΙΕΣΕΝ = ‘hecha por Nicóstenes’. Las figuras representadas cobran vida gracias a detalles sangrientos; por ejemplo, la sangre que brota de las narices y las bocas de dos boxeadores sugiere un combate que ya ha llegado a la ronda final.

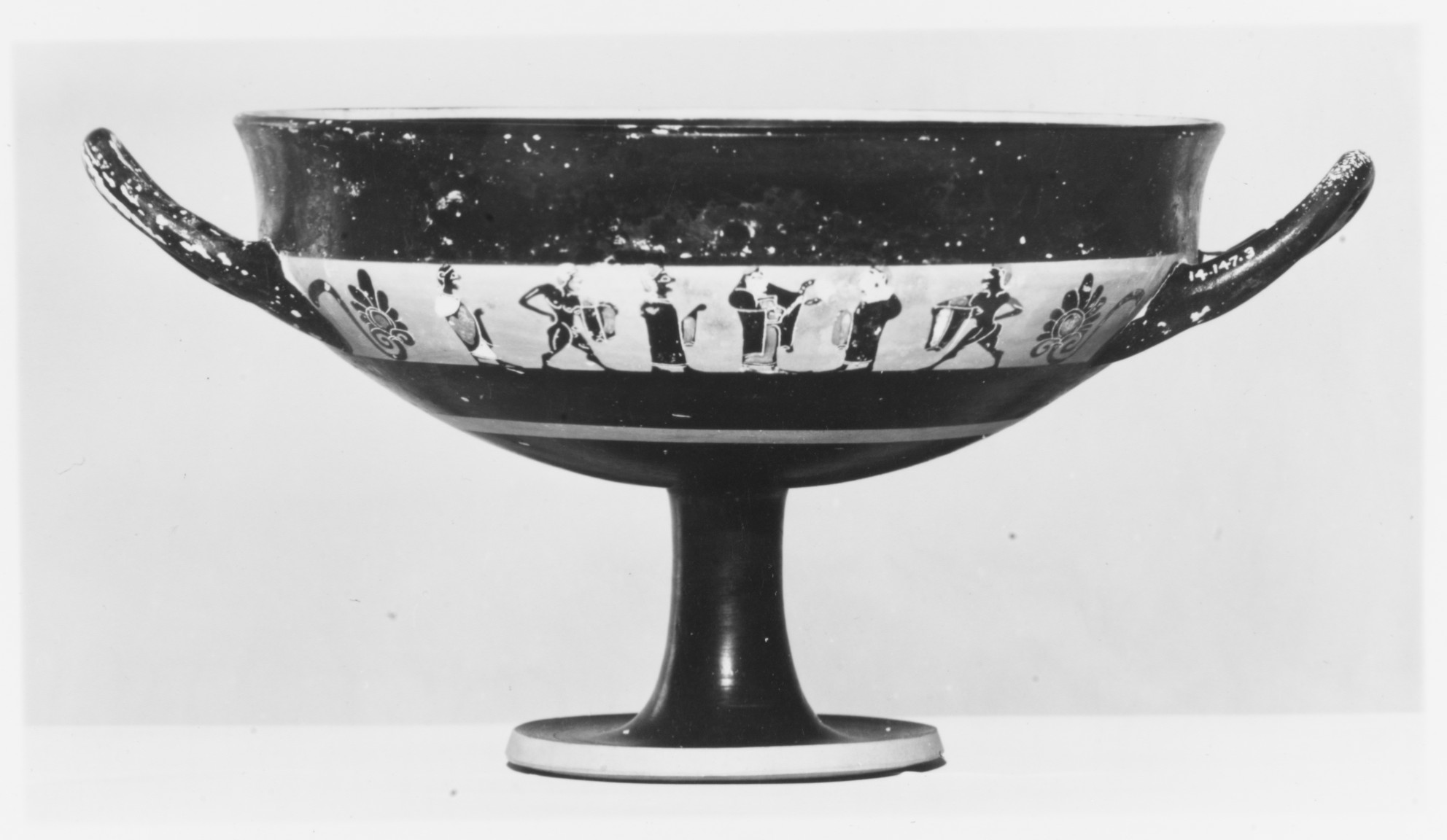
Museo Metropolitano de Arte (14.147.3)

Entre el equipo de pintores de Nicóstenes, además de Lido, el Pintor BMN fue el más dotado, y probablemente el primero, puesto que se le atribuye una copa de Siana y algunas copas de los pequeños maestros.
Basándose en un análisis estilístico de la pintura, se le atribuyen aproximadamente 30 obras y fragmentos de vasos de figuras negras, en su mayoría ánforas, hidrias, enócoes y kílices, en yacimientos de Etruria, Sicilia y Grecia. 
El estilo de este pintor no se encuentra en ningún otro vaso firmado perteneciente al taller de Nicóstenes, pero se le han podido atribuir varios vasos sin firmar y  entre estas últimos hay una copa de labios  en el Museo Británico con Teseo y el Minotauro en el labio, y una copa de bandas, con una escena de combate, conservada en Berlín.